# Úsměv Mony Lisy
Úsměv Mony Lisy (v anglickém originále Mona Lisa Smile) je americký film režiséra Mike Newella z roku 2003, vyprodukovaný společnostmi Revolution Studios a Columbia Pictures a s Julií Robertsovou v hlavní roli. Hlavním námětem filmu je otázka ženské emancipace a úlohy ženy-intelektuálky ve společnosti, druhým hlavním tématem filmu jsou otázky vnímání a hodnocení současného a moderního umění.

## Děj
Hořký romanticko-psychologický snímek vypráví o mladé vysokoškolské učitelce Katherine Ann Watson (Julia Roberts), která v roce 1953 přijíždí z daleké Kalifornie v akademickém roce 1953–1954 učit dějiny umění na dívčí univerzitu ve Wellesley College v Massachusetts. Očekává, že na jedné z nejlepších amerických dívčích vysokých škol bude moci uplatnit své moderní představy o výuce mladých žen. Narazí zde však na vysoce konzervativní až nepřátelské prostředí, které jejím snahám a představám nepřeje. Většina studentek má představu o tom, že již brzy provdá a založí rodinu. Katherine se jim snaží ukázat, že je možné a nutné dále studovat zároveň s tím i založit rodinu. Kromě toho její výuka moderního umění naráží nejen na nepochopení vedení školy a katedry dějin umění, ale zprvu jí nepochopí ani samy studentky. Největší odpor vzbudí u studentky Betty Warren (Kirsten Dunst), redaktorky školních novin a dcery předsedkyně školní rady, kterou si zprvu znepřátelí. Betty se 2. listopadu 1953 provdá, nicméně její manželství se do konce školního roku rozpadne. Betty se s Katherine v samotném závěru akademického roku usmíří a Betty pozná, že Katherine má pravdu. Na závěr filmu se ukáže, že Katherine opravdu ovlivnila myšlení všech svých studentek tak, jak si ona sama před tři čtvrtě rokem předsevzala, a to přesto, že Joan Brandwyn (Julia Stiles) se během školního roku také provdala a nevyužila možnost studia práv na univerzitě v Yale.
Druhá dějová osa filmu je tvořena milostnými a partnerskými vztahy všech hlavních představitelek včetně Katherine, která se o Vánocích 1953 zasnoubí a vzápětí se rozejde se svým kalifornským přítelem Paulem Moorem (John Slattery), brzy poté naváže intimní vztah s profesorem italštiny Billem Dunbarem (Dominic West), tento vztah se také před koncem akademického roku rozpadne. Problematika partnerských vztahů je zde také představena ve smyslu nedávno skončené druhé světové války, která velmi tvrdě zasáhla do životních osudů nejen samotné Katherine, ale i její kolegyně a spolubydlící profesorky Nancy Abbey (Marcia Gay Harden), studentky Giselle Levy (Maggie Gyllenhaal) i profesora Billa Dunbara.
Katherine po roce výuky nepřijímá konzervativně pojatou nabídku k dalšímu setrvání na univerzitě a odchází učit kamsi do Evropy.

## Obsazení
- Julia Roberts – Katherine Ann Watson (asistentka na katedře dějin umění)
- Kirsten Dunst – Elizabeth "Betty" Warren, provdaná Elizabeth Jones (studentka)
- Julia Stiles – Joan Brandwyn, provdaná Joan Donegal (studentka)
- Maggie Gyllenhaal – Giselle Levy (studentka)
- Ginnifer Goodwin – Connie Baker (studentka)
- Marcia Gay Harden – Nancy Abbey (profesorka rétoriky a společenského styku)
- Dominic West – Bill Dunbar (profesor italštiny)
- Marian Seldes – Jocelyn Carr (prezidentka školy)
- Juliet Stevenson – Amanda Armstrong (školní zdravotnice)
- Lisa Roberts Gillan – Miss Albini (sekretářka)
- John Slattery – Paul Moore (přítel Katherine)
- Ebon Moss-Bachrach – Charlie Stewart (student)
- Topher Grace – Tommy Donegal (student)
- Emily Bauer – (studentka)

## Nedostatek
Jak už bylo řečeno, děj se odehrává v akademickém roce 1953–1954, avšak v jednom záběru na orchestr se tam vyskytne slečna, která drží v ruce klarinet, který vznikl v německém Norimberku až roku 1960.